# Xenoturbellidae
Xenoturbellidae is de enige familie in de taxonomische indeling van de onderstam Xenoturbellida.
Voor kenmerken, voorkomen en ontwikkeling: zie Xenoturbellida.

## Taxonomie
- Stam Xenacoelomorpha
  - Onderstam Xenoturbellida
    - Familie Xenoturbellidae
      - Geslacht Xenoturbella
        - Soort Xenoturbella bocki
        - Soort Xenoturbella churro
        - Soort Xenoturbella hollandorum
        - Soort Xenoturbella japonica
        - Soort Xenoturbella monstrosa
        - Soort Xenoturbella profunda
        - Soort Xenoturbella westbladi